# Lorenzo Ignazio Thjulén
Lorenzo Ignazio Thjulén, född Birger Lars Thjulén i 2 november 1746 i Göteborg, död 5 december 1833 i Bologna, var en svensk katolsk jesuit och författare.

## Biografi
Birger Lars Thjulén for 1767 hemifrån till Cadiz i Spanien, för att bli sekreterare hos den svenske konsulen där.
Men medan han väntade på konsulens ankomst, steg han ombord på ett svenskt fartyg på en färd till Korsika i sällskap med en hop jesuiter från Amerika, vilka omvände honom och övertyga honom om att inträda i Jesuitorden. Då Jakob Jonas Björnståhl 1772 besökte Bologna, träffade han honom där, flitigt studerande. Thjulén hann emellertid inte bli mer än novitie innan jesuitorden upplöstes. Han antog sedan titeln abbate och fortsatte att under rätt livlig litterär verksamhet vistas i Bologna till sin död 1833.
Thjulén uppträdde som författare på italienska med en del politiska ströskrifter, historiska översikter, översättningar och dylikt av ett betydande antal. Bland dessa kan här nämnas Tutti han ragione (1773), Ribellione degli animali contro gli uomini (allegori på vers, 1793; tredje upplagan 1794), Fasti della rivoluzione francese (tredje bandet), Riflessioni su i mali prodotti in Italia dalla democrazia e su i mezzi per istabilirei l’ordine sociale (1800), en översättning av I. Hardions på franska författade världshistoria (med fortsättning av T.; tio band, 1804 och framåt), och Dialoghi nel regno de’ morti (ett femtiotal häften, 1815 och framåt).